# Ratufa

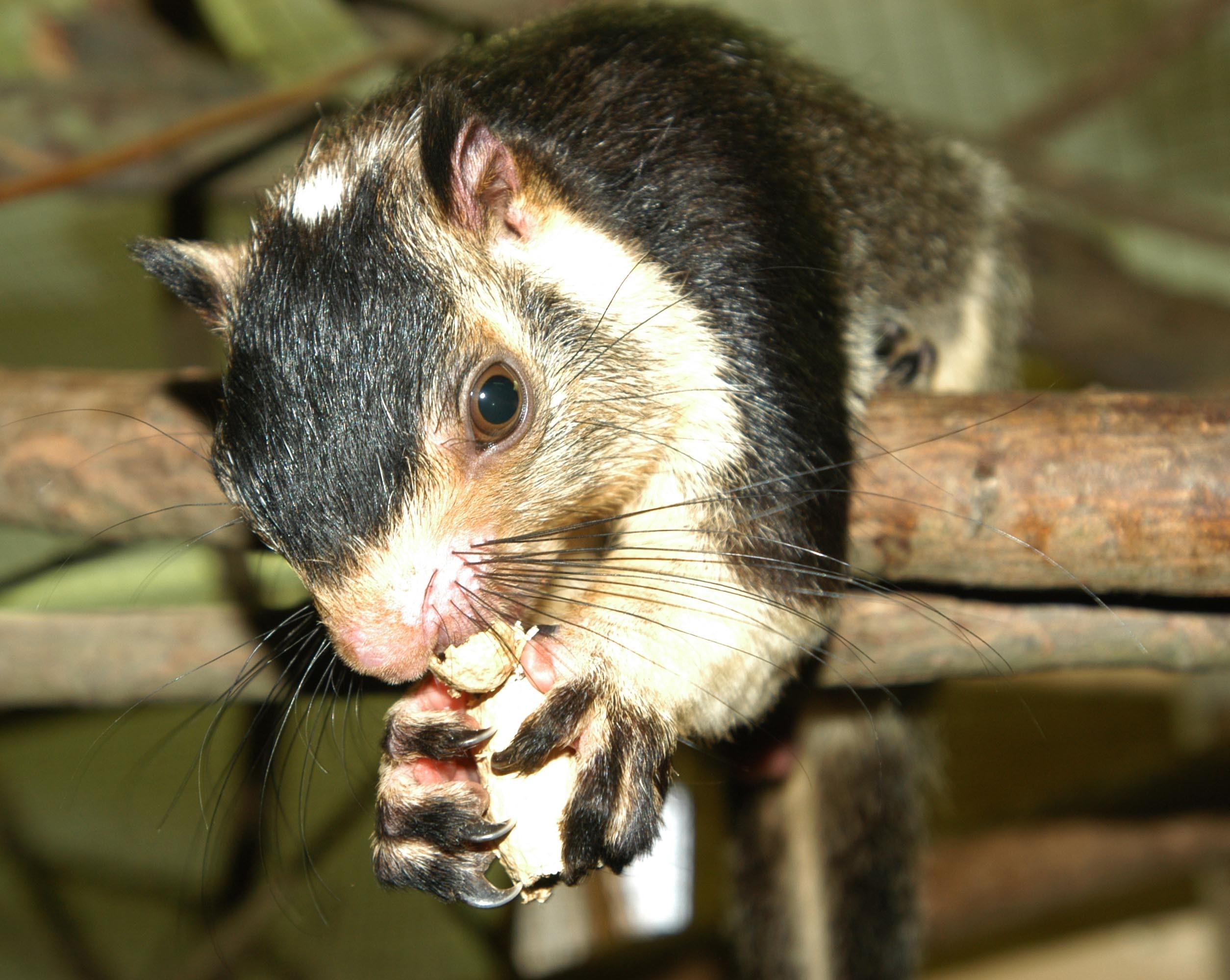
Scoiattolo gigante dello Sri Lanka.

Ratufa Gray, 1867 è un genere della famiglia degli Sciuridi originario dell'Asia sud-orientale; costituisce da solo la sottofamiglia dei Ratufini (Ratufinae Moore, 1959). Le specie che vi appartengono misurano 25–45 cm di lunghezza e superano in dimensione, quindi, la maggior parte dei Mustelidi. Possono pesare fino a 2 o, eccezionalmente, 3 kg, e proprio per questo motivo sono note come scoiattoli giganti; ciononostante, sono superati in dimensione dagli scoiattoli volanti più grandi.

## Tassonomia
Gli scoiattoli giganti venivano tradizionalmente considerati parenti stretti dei Callosciurini, ma negli ultimi anni l'analisi cladistica ha dimostrato che questi animali non sono imparentati strettamente con nessuna delle sottofamiglie esistenti. Si tratta, a quanto pare, di un sister group di tutti gli altri scoiattoli, e per questo motivo sono stati appunto classificati in una sottofamiglia a parte, i Ratufini.
Attualmente il genere Ratufa comprende quattro specie:
- Ratufa affinis (Raffles, 1821) - scoiattolo gigante pallido;
- Ratufa bicolor (Sparrman, 1778) - scoiattolo gigante nero;
- Ratufa indica (Erxleben, 1777) - scoiattolo gigante indiano;
- Ratufa macroura (Pennant, 1769) - scoiattolo gigante dello Sri Lanka.

## Descrizione
Gli scoiattoli giganti presentano tutti un mantello colorato. Lo scoiattolo gigante nero è nero sulle regioni superiori e giallo su quelle inferiori. Lo scoiattolo gigante indiano ha una colorazione di fondo rosso scura, con macchie nere su dorso, spalle e zampe, e regioni inferiori bianco-gialle. Le zampe sono molto robuste e terminano con artigli affilati.

## Distribuzione e habitat
Gli scoiattoli giganti abitano le cime degli alberi delle foreste pluviali tropicali dell'Asia meridionale (India e Sri Lanka) e del Sud-est asiatico (Indocina e varie isole dell'arcipelago malese).

## Biologia
Gli scoiattoli giganti sono molto vivaci e possono effettuare salti di 6 m di lunghezza da un ramo all'altro. Riposano dentro le cavità degli alberi e solo durante la stagione riproduttiva costruiscono nidi fatti di ramoscelli. Questi possono assumere dimensioni gigantesche e avere un diametro di sei metri.
Come tutti gli altri scoiattoli, anch'essi si nutrono di noci, frutta, corteccia e, occasionalmente, uova di uccelli. A differenza di molti scoiattoli, però, non possono rimanere in equilibrio sulle zampe posteriori.
Gli scoiattoli giganti sono animali solitari che vivono insieme solo durante la stagione degli amori, per poi separarsi di nuovo. Dopo un periodo di gestazione di 30 giorni nascono 1-5 piccoli, che raggiungono la maturità sessuale a due anni di età. Uno scoiattolo gigante indiano è vissuto in cattività fino a vent'anni, età straordinariamente avanzata per un roditore.

## Conservazione
La IUCN classifica tutte le specie di scoiattolo gigante come prossime alla minaccia, tranne una, lo scoiattolo gigante indiano. In passato lo scoiattolo gigante dello Sri Lanka occupava anche gran parte dell'India meridionale, ma oggi sul continente rimangono solo poche centinaia di esemplari, sparsi in piccole popolazioni. Delle quattro sottospecie di scoiattolo gigante indiano, una, lo scoiattolo gigante di Dang (Ratufa indica dealbata), endemica del Gujarat, non viene più avvistata dagli anni '40 ed è con ogni probabilità estinta.